# Reinier Chin a Loi
Reinier Hubertus Maria Chin a Loi (Marowijne, 13 november 1920 - Paramaribo, 2 november 1976) was een Surinaamse edelsmid en initiator en promotor van de paardensport in Suriname.
Chin a Loi volgde na zijn middelbare school de opleiding tot edelsmid en behaalde het diploma goudsmid-juwelier. Hij vestigde zich zelfstandig en was de initiatiefnemer van de oprichting van de Surinaamse federatie voor edelsmeden.
Naast zijn werk als edelsmid was hij vanaf jong betrokken bij de paardensport die in de jaren na de Tweede Wereldoorlog in de kinderschoenen stond in zijn land. Er waren geen opleidingen of maneges aanwezig en paarden werden hoofdzakelijk gebruikt als transportmiddel en lastdier.
In 1958 richtte Chin a Loi de allereerste manege op in Suriname, de Stadmanege Hakken Omlaag aan de Tourtonnelaan 111 in Paramaribo. In deze manage konden voor het eerst in zijn land dressuurlessen, springlessen en voltigeren gevolgd worden. Chin a Loi was zelf docent en eigenaar. In de jaren zestig gaf hij zijn beroep als edelsmid op en wijdde zich totaal aan de ontwikkeling en progressie van de paardensport in Suriname. Hij was betrokken bij het opleiden van instructeurs, organiseren van paardensportevenementen en het populariseren van de paardensport. Door deelname van zijn manege aan regionale wedstrijden, heeft deze vader/pionier van de paardensport in Suriname, de paardensport in Suriname ook buiten de landgrenzen op de kaart gezet.
Bij zijn begrafenis begeleidde een stoet paarden met berijders zijn gang naar de begraafplaats. Zijn leerling en later ook zijn pikeur-hulpinstructeur, Henry Busropan droeg zijn boek De Paardensport in Suriname op aan zijn leermeester.